# Leichtathletik-Junioreneuropameisterschaften 1995
| 13. Leichtathletik-Junioreneuropameisterschaften | 13. Leichtathletik-Junioreneuropameisterschaften |
| ------------------------------------------------ | ------------------------------------------------ |
|                                                  |                                                  |
| Stadt                                            | Nyíregyháza , Ungarn                             |
| Stadion                                          | Városi-Stadion                                   |
| Teilnehmende Länder                              |                                                  |
| Teilnehmende Athleten                            |                                                  |
| Wettbewerbe                                      | 41                                               |
| Eröffnung                                        | 27. Juli 1995                                    |
| Schlussfeier                                     | 30. Juli 1995                                    |
| Eröffnet durch                                   |                                                  |

Die 13. Leichtathletik-Junioreneuropameisterschaften fanden vom 27. bis 30. Juli 1995 im Városi-Stadion (deutsch Städtisches Stadion) von Nyíregyháza (Ungarn) statt.
Die Wettkampfergebnisse sind unter Weblinks zu finden.

## Medaillenspiegel
| Medaillenspiegel (Endstand nach 41 Entscheidungen) | Medaillenspiegel (Endstand nach 41 Entscheidungen) | Medaillenspiegel (Endstand nach 41 Entscheidungen) | Medaillenspiegel (Endstand nach 41 Entscheidungen) | Medaillenspiegel (Endstand nach 41 Entscheidungen) | Medaillenspiegel (Endstand nach 41 Entscheidungen) |
| Platz                                              | Land                                               | Gold                                               | Silber                                             | Bronze                                             | Gesamt                                             |
| -------------------------------------------------- | -------------------------------------------------- | -------------------------------------------------- | -------------------------------------------------- | -------------------------------------------------- | -------------------------------------------------- |
| 1                                                  | Frankreich                                         | 6                                                  | 2                                                  | 4                                                  | 12                                                 |
| 2                                                  | Vereinigtes Königreich                             | 5                                                  | 2                                                  | 4                                                  | 11                                                 |
| 3                                                  | Finnland                                           | 5                                                  | 2                                                  | 1                                                  | 8                                                  |
| 4                                                  | Deutschland                                        | 4                                                  | 4                                                  | 3                                                  | 11                                                 |
| 5                                                  | Rumänien                                           | 4                                                  | 3                                                  | 3                                                  | 10                                                 |
| 6                                                  | Spanien                                            | 3                                                  | 4                                                  | 3                                                  | 10                                                 |
| 7                                                  | Polen                                              | 3                                                  | 1                                                  | 5                                                  | 9                                                  |
| 8                                                  | Ukraine                                            | 3                                                  | 0                                                  | 2                                                  | 5                                                  |
| 9                                                  | Russland                                           | 2                                                  | 6                                                  | 1                                                  | 9                                                  |
| 10                                                 | Bulgarien                                          | 2                                                  | 2                                                  | 3                                                  | 7                                                  |
| 11                                                 | Niederlande                                        | 2                                                  | 2                                                  | 2                                                  | 6                                                  |
| 12                                                 | Belgien                                            | 1                                                  | 0                                                  | 0                                                  | 1                                                  |
| 12                                                 | Portugal                                           | 1                                                  | 0                                                  | 0                                                  | 1                                                  |
| 14                                                 | Belarus                                            | 0                                                  | 4                                                  | 0                                                  | 4                                                  |
| 15                                                 | Italien                                            | 0                                                  | 3                                                  | 1                                                  | 4                                                  |
| 16                                                 | Schweiz                                            | 0                                                  | 3                                                  | 0                                                  | 3                                                  |
| 17                                                 | Schweden                                           | 0                                                  | 2                                                  | 1                                                  | 3                                                  |
| 18                                                 | BR Jugoslawien                                     | 0                                                  | 1                                                  | 1                                                  | 2                                                  |
| 19                                                 | Albanien                                           | 0                                                  | 1                                                  | 0                                                  | 1                                                  |
| 20                                                 | Griechenland                                       | 0                                                  | 0                                                  | 2                                                  | 2                                                  |
| 20                                                 | Tschechien                                         | 0                                                  | 0                                                  | 2                                                  | 2                                                  |
| 22                                                 | Dänemark                                           | 0                                                  | 0                                                  | 1                                                  | 1                                                  |
| 22                                                 | Slowenien                                          | 0                                                  | 0                                                  | 1                                                  | 1                                                  |
| 23                                                 | Gesamt                                             | 41                                                 | 42                                                 | 40                                                 | 123                                                |